# Eumannia lepraria
Eumannia lepraria är en fjärilsart som beskrevs av Hans Rebel 1909. Eumannia lepraria ingår i släktet Eumannia och familjen mätare. Inga underarter finns listade i Catalogue of Life.